# Righeira (musikalbum)
Righeira är den italienska italo disco-duon Righeiras debutalbum, släppt den 28 september 1983 via skivbolaget CGD.

## Förpackning
På skivomslaget av Righeira syns duomedlemmarna stå i ett påhittat museum, iklädda kostym. Till vänster syns en kvinna stående på en piedestal. Eric Pfeil från Rolling Stone jämförde skivomslaget på skämt med Nik Kershaws hårsprayssamling som en referens till dess tydliga 1980-talsstil.

## Lansering
Righeira släpptes den 28 september 1983 i Italien. Från början var det tänkt att albumet skulle släppas precis innan jul.

## Låtlista
| 1.           | "Tanzen Mit Righeira"  | Stefano Righi                   | 5:31  |
| 2.           | "Luciano Serra Pilota" | Stefano Righi                   | 3:27  |
| 3.           | "Gli parlerò di te"    | Stefano Righi                   | 4:19  |
| 4.           | "No Tengo Dinero"      | Stefano Rota, Carmelo La Bionda | 3:38  |
| Total längd: | Total längd:           | Total längd:                    | 16:55 |

| 1.           | "Disco Volante"    | Stefano Righi                    | 4:50  |
| 2.           | "Jazz Musik"       | Hermann Weindorf                 | 3:48  |
| 3.           | "Kon Tiki"         | Stefano Righi                    | 4:32  |
| 4.           | "Vamos a la playa" | Stefano Righi, Carmelo La Bionda | 3:39  |
| Total längd: | Total längd:       | Total längd:                     | 16:49 |

## Medverkande
Righeira
- Johnson Righeira – sång
- Michael Righeira – sång

Övriga medverkande
- Berthold Weindorf – verkställande
- Ben Fenner – verkställande
- Michelangelo La Bionda – producent
- Carmelo La Bionda – producent
- Atipiqa – design